# 矢野英雄
矢野 英雄（やの ひでお、1894年（明治27年）11月1日 - 1944年（昭和19年）7月8日）は、日本の海軍軍人。海兵43期。サイパンで戦死、特進により最終階級は海軍中将。

## 来歴・人物
香川県三野郡桑山村（現 三豊市豊中町）出身。矢野英寛の三男として生まれる。
旧制香川県立三豊中学校（第8回）を経て、1912年（大正元年）9月9日海軍兵学校第43期に成績順位100名中第58位で入校。秋山門造（最終階級中将）は三豊中学、海軍兵学校ともに矢野の一学年先輩であった。
1915年（大正4年）12月16日96名中第12位の成績で卒業。少尉候補生として1等巡洋艦「磐手」乗組、練習艦隊近海航海に出発した。1916年(大正5年)4月3日帰着。4月20日練習艦隊遠洋航海に出発。8月22日帰着。1916年（大正5年）12月1日海軍少尉に任官。戦艦「三笠」乗組。
1917年（大正6年）6月20日1等巡洋艦「阿蘇」に乗組。10月10日2等巡洋艦「千歳」に乗組。1918年（大正7年）12月1日海軍中尉に任官。1919年（大正8年）7月17日3等駆逐艦「長月」乗組。12月1日海軍砲術学校普通科学生。1920年（大正9年）5月31日- 海軍水雷学校普通科学生。12月1日2等駆逐艦「樅」乗組。1921年（大正10年）12月1日海軍大尉任官、海軍大学校航海学生第21期を拝命。1922年（大正11年）11月29日海軍大学校航海学生を首席修了。12月1日1等駆逐艦「野風」航海長兼分隊長に着任。
1923年（大正12年）5月1日、1等海防艦「八雲」分隊長として少尉候補生指導官を務める。11月7日練習艦隊遠洋航海に出発。1924年（大正13年）4月5日帰着。4月21日海軍兵学校教官兼監事に着任。1926年（大正15年）3月10日運送艦「室戸」航海長に着任。11月20日呉鎮守府附。12月1日海軍大学校甲種第26期学生を拝命。1927年（昭和2年）12月1日海軍少佐に任官。12月6日海軍大学校甲種を成績順位22名中第3位で卒業した。1928年（昭和3年）12月10日軍令部出仕。
1929年（昭和4年）2月1日在イギリス日本大使館附海軍駐在武官府補佐官補としてロンドン軍縮会議駐在要員を務める。大使が松平恒雄、海軍駐在武官が島津忠重、陸軍駐在武官が前田利為とかつて大名だった家柄の者ばかりで、同時期に在勤した石射猪太郎が自著で「日本政府はロンドンに幕府を開くつもり」と揶揄した時代だった。1931年（昭和6年）2月1日帰朝。5月1日重巡洋艦「那智」運用長兼分隊長。9月5日軍令部兼海軍省出仕。12月1日海軍省軍務局員。1932年（昭和7年）12月1日海軍中佐に任官。1935年（昭和10年）8月15日軍令部兼海軍省出仕。10月31日第2艦隊司令部附。11月15日第2艦隊航海参謀。1936年（昭和11年）12月1日、在イギリス日本大使館附海軍駐在武官艦政本部造船造兵監督長。大使が吉田茂で、矢野は吉田に重用された。「矢野は2度の在英で紳士に磨きをかけて来た」と同期から揶揄されたという。
1939年（昭和14年）2月10日帰朝。6月22日第5水雷戦隊司令部附。7月1日軽巡洋艦「長良」艦長。9月1日軍令部兼海軍省出仕。10月10日海軍省軍務局第1課長。海軍兵学校同期の高木惣吉や後輩の大井篤の著述によると、明敏な性格ながらも大勢に順応するタイプで、軍務局第1課長在任中の日独伊三國同盟條約締結の是非に就いては、明確な態度を表明していない。1940年（昭和15年）11月15日重巡洋艦「妙高」艦長に着任。

### 太平洋戦争
1941年（昭和16年）8月11日、戦艦「長門」艦長に着任。1942年（昭和17年）11月1日海軍少将に任官。11月10日軍令部出仕。12月1日軍令部第3部長兼大本営海軍報道部長。大本営陸軍報道部長は、大平秀雄陸軍大佐で三豊中学第14回卒業生の後輩であった。1944年（昭和19年）3月2日軍令部出仕。
1944年3月4日中部太平洋方面艦隊参謀長兼第14航空艦隊参謀長に着任。前日の3月3日サイパンへ赴く矢野の送別会が開催された。高木惣吉によれば、常に話題が豊富で座持ちの上手な矢野が少しも弾んでいなかったという。中部太平洋方面艦隊参謀長には、本来海軍兵学校同期の矢野志加三が就任する予定だった。しかし海軍省に電波本部が設置され、矢野志加三が総務部長に就任する事に決定した為、代りに矢野英雄が就任する事になったという経緯がある。7月8日サイパンにおいて南雲忠一司令長官とともに玉砕し戦死した。享年49。戦死認定に依り海軍中将に特別昇進。海軍兵学校同期で、練習艦隊実習船の「磐手」も同じだった事も影響して仲が良かった高木惣吉は、三好輝彦の殉職、矢野と有馬正文の戦死と訃報が相次ぎ、覚悟はしていたものの精神的ショックが隠せなかったという。

## 年譜
- 1912年（大正元年）9月9日- 海軍兵学校入校 入校時成績順位100名中第58位
- 1915年（大正4年）12月16日- 海軍兵学校卒業 卒業時成績順位96名中第12位・任 海軍少尉候補生・1等巡洋艦「磐手」乗組・練習艦隊近海航海出発 佐世保~仁川~旅順~大連~鎮海~舞鶴~鳥羽方面巡航
- 1916年(大正5年)4月3日- 帰着
  - 4月20日- 練習艦隊遠洋航海出発 香港~シンガポール~フリーマントル~メルボルン~シドニー~ウェリントン~オークランド~ヤルート~ポナペ~トラック~父島方面巡航 
  - 8月22日- 帰着
  - 12月1日- 任 海軍少尉・戦艦「三笠」乗組
- 1917年（大正6年）6月20日- 1等巡洋艦「阿蘇」乗組
  - 10月10日- 2等巡洋艦「千歳」乗組
- 1918年（大正7年）12月1日- 任 海軍中尉
- 1919年（大正8年）7月17日- 3等駆逐艦「長月」乗組
  - 12月1日- 海軍砲術学校普通科学生
- 1920年（大正9年）5月31日- 海軍水雷学校普通科学生
  - 12月1日- 2等駆逐艦「樅」乗組
- 1921年（大正10年）12月1日- 任 海軍大尉・海軍大学校航海学生(第21期)
- 1922年（大正11年）11月29日- 海軍大学校航海学生首席修了
  - 12月1日- 1等駆逐艦「野風」航海長兼分隊長
- 1923年（大正12年）5月1日- 1等海防艦「八雲」分隊長 少尉候補生指導官 
  - 11月7日- 練習艦隊遠洋航海出発 上海~馬公~マニラ~シンガポール~バタヴィア~フリーマントル~メルボルン~ホバート~シドニー~ウェリントン~オークランド~ヌーメア~ラボール~トラック~パラオ~サイパン方面巡航
- 1924年（大正13年）4月5日- 帰着
  - 4月21日- 海軍兵学校教官兼監事
- 1926年（大正15年）3月10日- 運送艦「室戸」航海長
  - 11月20日- 呉鎮守府附
- 12月1日- 海軍大学校甲種第26期学生
- 1927年（昭和2年）12月1日- 任 海軍少佐
  - 12月6日- 海軍大学校甲種卒業 卒業時成績順位22名中第3位
- 1928年（昭和3年）12月10日- 海軍軍令部出仕
- 1929年（昭和4年）2月1日- 在イギリス日本大使館附海軍駐在武官府補佐官補 ロンドン軍縮会議駐在要員
- 1931年（昭和6年）2月1日- 帰朝
  - 5月1日- 重巡洋艦「那智」運用長兼分隊長
  - 9月5日- 海軍軍令部兼海軍省出仕
  - 12月1日- 海軍省軍務局員
- 1932年（昭和7年）12月1日- 任 海軍中佐
- 1935年（昭和10年）8月15日- 海軍軍令部兼海軍省出仕
  - 10月31日- 第2艦隊司令部附
  - 11月15日- 第2艦隊航海参謀
- 1936年（昭和11年）12月1日- 在イギリス日本大使館附海軍駐在武官艦政本部造船造兵監督長
- 1939年（昭和14年）2月10日- 帰朝
  - 6月22日- 第5水雷戦隊司令部附
  - 7月1日- 軽巡洋艦「長良」艦長
  - 9月1日- 海軍軍令部兼海軍省出仕
  - 10月10日- 海軍省軍務局第1課長
- 1940年（昭和15年）11月15日- 重巡洋艦「妙高」艦長
- 1941年（昭和16年）8月11日- 戦艦「長門」艦長
- 1942年（昭和17年）11月1日- 任 海軍少将
  - 11月10日- 海軍軍令部出仕
  - 12月1日- 海軍軍令部第3部長 兼大本営海軍報道部長
- 1944年（昭和19年）3月2日- 海軍軍令部出仕
  - 3月3日- 壮行会開催
  - 3月4日- 中部太平洋方面艦隊参謀長 兼第14航空艦隊参謀長
  - 7月8日- 戦死 享年49 戦死認定に依り海軍中将特別昇進

## 栄典
勲章
- 1943年（昭和18年）10月9日  - 勲二等瑞宝章[2]